# 楊雲鶴
楊雲鶴（？年—？年），號砚涟，四川成都府彭县籍江西临川人。明末政治人物。

## 生平
天啓七年（1627年）丁卯科四川乡试舉人，崇祯四年（1631年）辛未科进士。兵部观政，授无锡县知县，六年调繁吴县，九年丁忧，十一年以軍功奉旨加级，十二年降职为金華府照磨。